# Таласская битва (36 до н. э.)
Тала́сская би́тва — сражение, произошедшее в 36 году до н. э. под стенами крепости Чжичжичэн (букв. город Чжичжи-шаньюя) в Таласской долине (граница современных Казахстана и Кыргызстана) между воинами западных хунну под предводительством Чжичжи-шаньюя, кангюйской конницей, с одной стороны, и объединёнными войсками владений восточных хунну под предводительством Шаньюя Хуханье, союзного ханьскому Китаю, поддержанного усуньской знатью, с другой стороны. Сражение закончилось взятием крепости и гибелью Чжичжи-шаньюя и 1518 западных хунну.

## Предыстория
В 49 году до н. э. во время гражданской войны в державе Хунну один из претендентов на престол, Чжичжи-шаньюй (Хутуусы) потерпел поражение в борьбе за престол от своего брата Хуханье-шаньюя (дружественного Китаю) и бежал со своими соратниками-хунну (около 3000 человек) на западную границу государства (правка _ ушёл от притязаний брата на чужую территорию (Талас). Здесь центральные хунну Хуханье разбили Дунху Чжичжия. Также убили все мужское начало Чжичжи. И только после этого кангуйцы позвали их к себе), где вступил в союз с державой Кангюй, одержал ряд побед в местных боевых столкновениях с усунями и Давань (Ферганская долина). Затем он построил деревянную крепость в Таласской долине. Известно, что 500 рабочих строили её в течение 2 лет. Она была окружена земляным валом, рвом и двойным частоколом со сторожевой вышкой. Чжичжи-шаньюй вмешался также во внутренние распри кангюйцев, что обеспечило вялое вмешательство союзного ему Кангюя в эту войну.
В это время в китайском «Западном крае» (правка _ не западный край а Сяньби пришли)  в должности младшего офицера находился сосланный за провинность чиновник Чэнь Тан. Он сумел организовать военную экспедицию против Чжичжи, собрав при этом войско из китайцев и местных жителей. Одной из причин похода стало убийство посланного к Чжичжи китайского посла в 48 году до н. э. Пройдя через территорию союзной Китаю Усуни, войско вступило в Чуйскую долину, здесь выдержало набег кангюйской конницы и осадило Чжичжи-шаньюя в его крепости.

## Ход битвы
Сначала хунну и их союзники попробовали отбросить врага от стен крепости, на башне которой развевалось пятицветное знамя. Пехотинцы, построенные «подобно рыбьей чешуе», прикрывали двое ворот. Но китайцы, пустив в ход свои арбалеты, отогнали противника в крепость. Град стрел парализовал защитников стен и башен. Сам Чжичжи был ранен стрелой в нос и удалился в свои покои, где к вечеру скончался. Ночью кангюйская конница подходила к крепости, но после вялой демонстрации удалилась. Союзные войска тем временем завалили ров и уничтожили частоколы, подготавливая штурм цитадели. На следующий день крепость была взята штурмом, несмотря на сильное сопротивление защитников.
После взятия крепости были обезглавлены жена Чжичжи-шаньюя, его старший сын и 1518 человек, по-видимому, хунну. 145 человек были захвачены живыми и более тысячи сдались на милость победителей. Китайцы не стали закрепляться в Кангюе. Чэнь Тан привёз в столицу голову шаньюя и, после долгих споров в правительстве, получил прощение и награду.

## Гипотеза об участии римлян
Существует гипотеза, основанная на интерпретации сведений из «Истории ранней Хань», о том, что на стороне Чжичжи в этой битве участвовал отряд римлян, использовавший традиционные римские оружие и тактику. В пользу этой версии говорят два косвенных доказательства: упоминание того, что ворота крепости прикрывал отряд пехотинцев, построенных «подобно рыбьей чешуе» (что очень напоминает римскую «черепаху»), и описание крепости (земляной вал, двойной частокол, сторожевые башни), указывающее на влияние не греческой или парфянской, а римской фортификации. Вероятный источник комплектования отряда — легионеры армии Красса, сдавшиеся в плен после битвы при Каррах и отправленные парфянами служить на восточную границу. Эта гипотеза была поддержана Львом Николаевичем Гумилёвым.
Новая гипотеза (Греческие гоплиты в древней китайской осаде, Журнал истории Азии) от 2011 года доктора Кристофера Энтони Мэтью из Австралийского католического университета предполагает, что эти странные воины были не римскими легионерами, а гоплитами из царства Фергана, также известного как Александрия, или Дайаун, которое было одним из государств-преемников империи Александра Македонского.